# Autostrada A1 (Albania)
A1, Autostrada Albania-Kosowo – będąca aktualnie w budowie dwujezdniowa arteria, która połączy Albanię z Kosowem. Trasa połączy port w albańskim Durrës ze stolicą Kosowa Prisztiną.
Od końca wojny w Kosowie w roku 1999 wiele tysięcy Albańczyków przebyło drogę z Kosowa do Albanii przez Góry Północnoalbańskie. Powstająca trasa ma przybliżyć do siebie Albańczyków z Kosowa i Albanii. Amerykański kongresmen Eliot Engel porównał ideę budowy trasy, której jednym z pomysłodawców był Sali Berisha, do inicjatywy Dwighta Eisenhowera dotyczącej budowy Interstate Highway System.
Budowa autostrady jest największym projektem z zakresu infrastruktury drogowej w historii Albanii. Początkowy koszt budowy był szacowany na 600 milionów euro jednak w trakcie budowy cena wzrosła do ponad 2 miliardów. Albańska część trasy rozpocznie się w Durrës, a zakończy w rejonie miasta Morinë na granicy Albanii i Kosowa. Autostrada w Albanii liczyć będzie 170 kilometrów długości, a na jej trasie powstanie 29 mostów i wiaduktów oraz m.in. dwa równoległe tunele o długości 5,6 kilometrów. Trasa arterii wiedzie przez dolinę rzeki Fan. Część trasy między Rrëshen oraz Kaimash została otwarta 26 czerwca 2009 i została oznaczona numerem A1.
Budowa arterii po stronie kosowskiej rozpoczęła się w kwietniu 2010 roku od odcinka Vërmicë–Merdare. Na terenie Kosowa trasa będzie miała 118 kilometrów, a koszt budowy ma wynieść 700 milionów euro. Trasa ma skrócić czas podróży z Prisztiny do Tirany z siedmiu do trzech godzin.